# 제논 호등

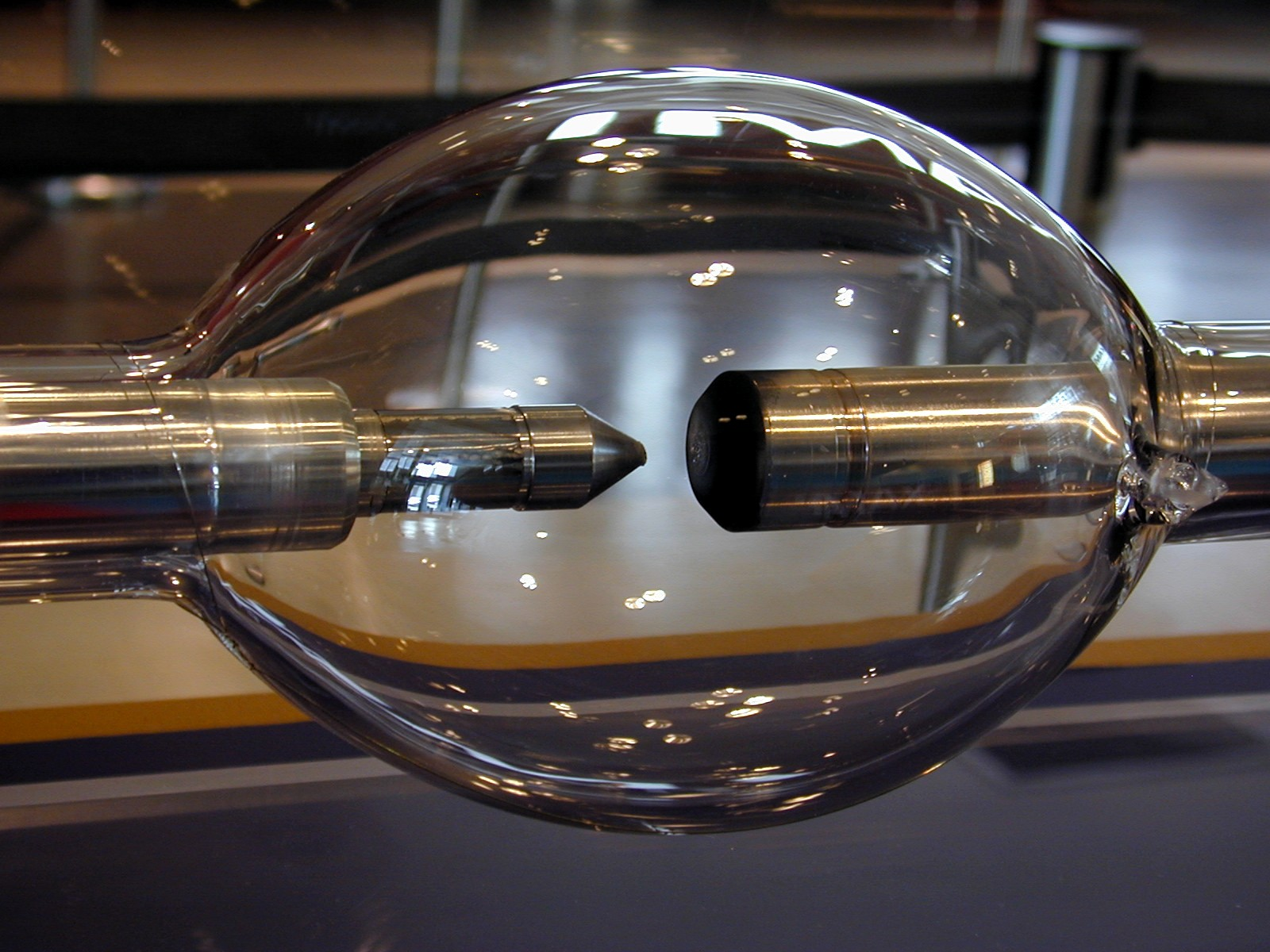

제논 아크 램프는 가스 방전 램프, 고압 제논 가스가 이온화를 통해 전기를 통과시켜 빛을 생성하는 전등의 특수한 유형이다. 그것은 밀접하게 자연 햇빛을 모방하는 흰색 빛을 생성한다.

## 유형
제논 아크 램프는 크게 세 가지로 나눌수 있다.
- 짧은 아크 램프 제논 연속 출력
- 긴 아크 램프 제논 연속 출력
- 제논 플래시 램프(보통 개별적으로 간주되는)

각 각 끝에 텅스텐 금속 전극과, 석영 또는 다른 내열 유리 아크 튜브로 구성되어 있다. 유리관은 우선 배기하고 제논 가스로 다시 채워진다. 램프의 수명은 약 2,000 시간이다.

## 발광 기구

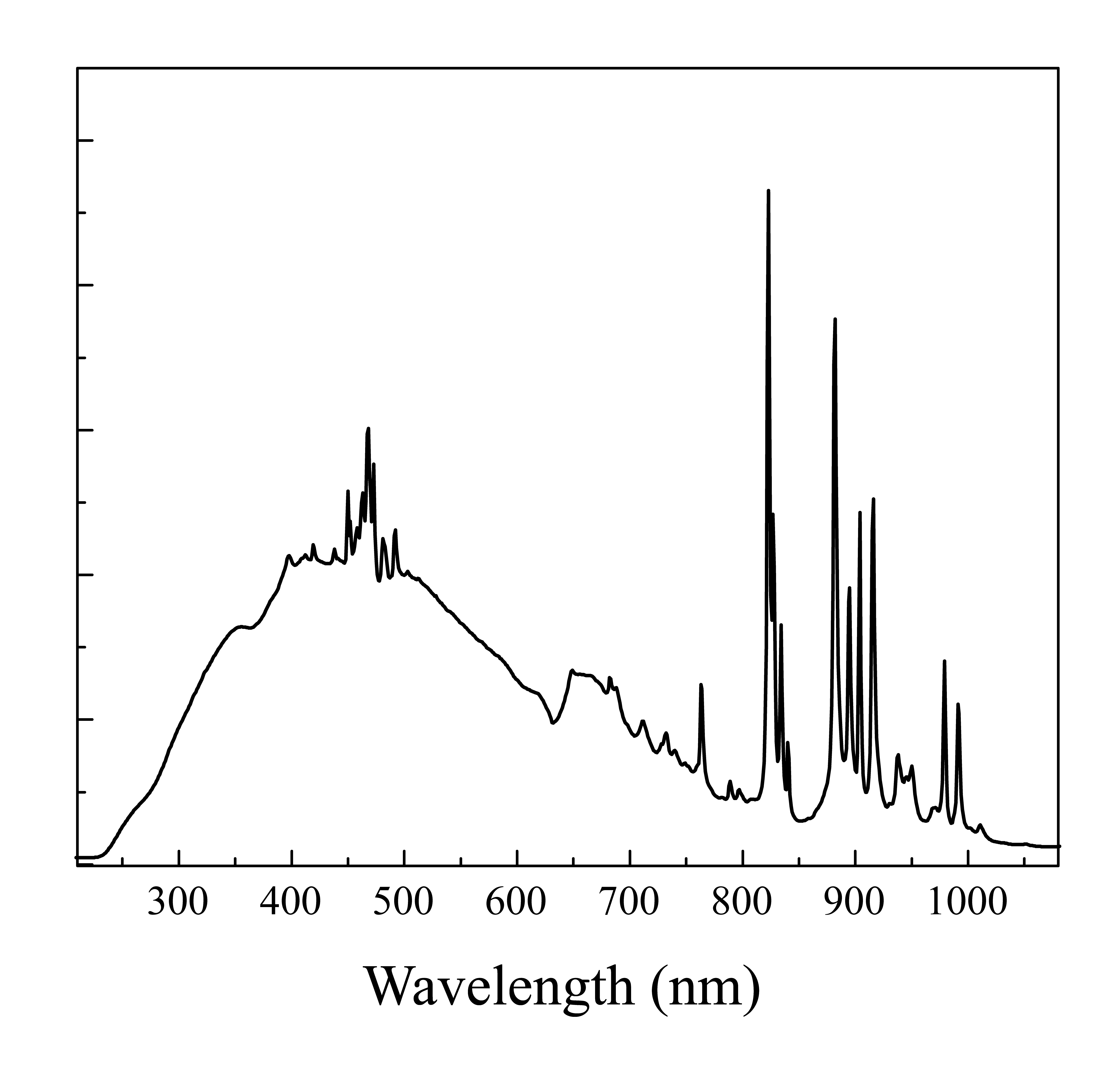

순수한 제논 램프에서, 빛의 대부분은 전자류가 음극의면을 남기는 플라즈마가 작고 정밀한 크기의 구름 내에서 생성된다. 모든 제논 쇼트 아크 램프는 실질적으로 자외선을 발생시킨다. 제논 UV 대역에서 강한 스펙트럼 선을 가지며, 이들은 용이하게 석영 램프 덮개를 통과한다. 이것은 특별히 도핑되지 않는 표준 램프에 사용되는 붕규산 유리와 달리 석영과 용이하게 UV 방사선을 전달한다.  이 램프는 일반적으로 순수한 질소 분위기에서 동작된다.

## 같이 보기
- 광원 목록